# Химагуайю (водохранилище)
Химагуайю (исп. Embalse Jimaguayú) — водохранилище на реке Сан-Педро в муниципалитете Вертьентес провинции Камагуэй Республики Куба.

## История
Строительство водохранилища на реке Сан-Педро началось в начале 1970-х годов, в 1974 году оно было официально введено в эксплуатацию. В это время оно представляло собой рукотворное озеро площадью почти 190 гектаров. В дальнейшем оно стало одним из главных центров пресноводного рыбоводства в стране.
После завершения строительства новой плотины в 1991 году объём водохранилища составляет 200 млн м³.
На берегу водохранилища находится одно из крупнейших рыбоводных хозяйств страны — «Estrella Roja».